# 安菲
安菲（法語：Imphy，法語發音：[ɛ̃fi]）是法国涅夫勒省的一个市镇，位于该省南部偏西，卢瓦尔河右岸，属于讷韦尔区。

## 地理
安菲（46°55'42"N, 3°15'40"E）面积16.62 平方千米，位于法国勃艮第-弗朗什-孔泰大區涅夫勒省，该省份为法国中部省份，北至约讷省，西北接卢瓦雷省，西接谢尔省，南至阿列省，东南接索恩-卢瓦尔省，东临科多尔省。
与安菲接壤的市镇（或旧市镇、城区）包括：拉费尔默泰、舍沃农、吕特奈于克塞卢、卢瓦尔河畔圣旺、索维尼莱布瓦。
安菲的时区为UTC+01:00、UTC+02:00（夏令时）。

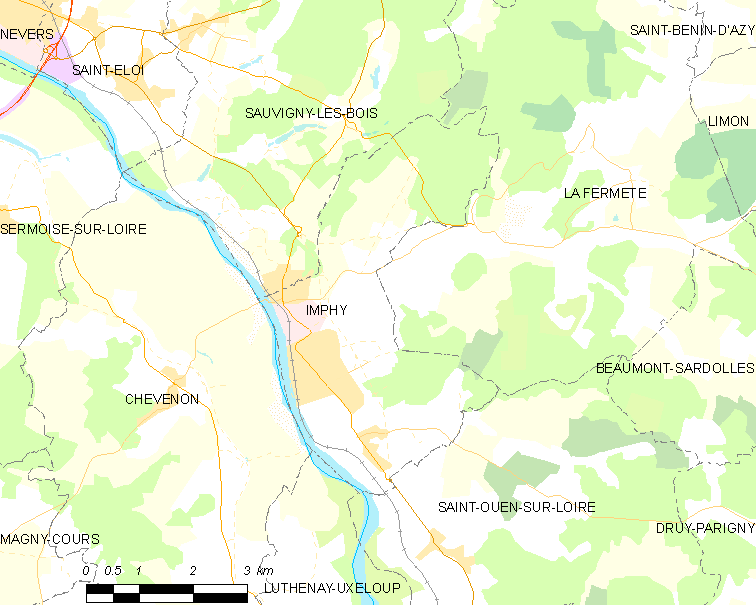
安菲的OSM定位图

## 行政
安菲的邮政编码为58160，INSEE市镇编码为58134。

## 政治
安菲所属的省级选区为安菲县。

## 交通
涅夫勒省省道D981线（快速公路）纵贯南北，省道D172线、D200线和D206线在境内交汇。
安菲站每天开行停靠讷韦尔—第戎之间的列车。

## 人口

1962-2008年间安菲人口变化图示

安菲于2022年1月1日时的人口数量为3175人。